# Diecezja Bùi Chu
Diecezja Bùi Chu (łac. Diœcesis Buichuensis) – diecezja rzymskokatolicka w Wietnamie. Powstała w 1848 jako wikariat apostolski Centralnego Tonkinu. Przemianowana na wikariat Hưng Hóa w 1924. Diecezja od 1960.

## Główne świątynie
- Katedra: Katedra Królowej Różańca Świętego w Xuân Trường
- Bazylika mniejsza: Bazylika Niepokalanego Poczęcia Najświętszej Maryi Panny w Xuân Trường

## Lista biskupów

### Wikariusze apostolscy
- Domingo Martí (1848–1852)
- Józef María Díaz Sanjurjo OP (1852–1857)
- Józef Sampedro OP (1857–1858)
- Walenty Berrio-Ochoa OP (1858–1861)
  - Sede vacante (1861–1864)
- Bernabé García Cezón OP (1864–1879)
- Manuel Ignacio Riaño OP (1879–1884)
- Wenceslao Oñate OP (1884–1897)
- Máximo Fernández OP (1898–1907)
- Pedro Muñagorri y Obineta OP (1907–1936)
- Domingo Hồ Ngọc Cẩn (1936–1948)
- Pierre Marie Phạm Ngọc Chi (1950–1960)

### Biskupi diecezjalni
- Pierre Marie Phạm Ngọc Chi (1960)
- Joseph Maria Phạm Năng Tĩnh (1960–1974)
- Dominique Marie Lê Hữu Cung (1975–1987)
- Joseph Vũ Duy Nhất (1987–1999)
- Joseph Hoàng Văn Tiệm SDB (2001–2013)
- Thomas Vũ Đình Hiệu (od 2013)